# Ассоциация OB1 Ориона
Ассоциация ОВ1 Ориона (Orion OB1 Association) — OB-ассоциация в созвездии Ориона, группа из нескольких десятков горячих гигантских звёзд спектральных классов O и B. Также с ними ассоциированы тысячи звёзд с меньшими массами, а также меньшее, но все равно значительное количество протозвёзд. Эта ассоциация является частью более крупного Облака Ориона. Благодаря своей относительной близости она является наиболее хорошо изученной OB-ассоциацией.
Ассоциация ОВ1 Ориона состоит из следующих подгрупп:
- Орион OB1a — группа звёзд к северо-западу от пояса Ориона в которой сосредоточены звёзды со средним возрастом около 12 миллионов лет. В этой группе есть ещё одна подгруппа, известная как группа 25 Ориона[3][4];
- Орион OB1b — три яркие звезды ζ Ориона (Альнитак), ε Ориона (Альнилам) и δ Ориона (Минтака), которые составляют астеризм, известный как «Пояс Ориона», а также второстепенные звёзды. Эта группа имеет средний возраст около 8 миллионов лет и подразделяется на три подгруппы[5][5][6][7];
- Орион OB1c — звёзды, входящие в астеризм Меч Ориона, этим звёздам 3—6 миллионов лет;
- Орион OB1d — звезды, входящие в Туманность Ориона и М43 (самые молодые звезды).

Следы остаточных дисков были обнаружены в подгруппах 1а и 1b.
Возможно, миллионы лет назад звезда Бетельгейзе была выброшена с высокой скоростью из ассоциации OB1 Ориона.